# Альфред Бем-Теттельбах
Альфред Бем, з 1926 року — Бем-Теттельбах (нім. Alfred Boehm-Tettelbach; 28 березня 1878, Ерштайн — 12 липня 1962, Берлін) — німецький офіцер, генерал піхоти вермахту. Кавалер Німецького хреста в сріблі.

## Біографія
1 жовтня 1896 року вступив в Прусську армію. Учасник Першої світової війни. Після демобілізації армії залишений в рейхсвері. 31 січня 1933 року вийшов у відставку. В 1935 році повернувся на службу, викладач військової історії у Військовій академії Берліна. З 10 вересня 1939 року — командувач 581-ю тиловою ділянкою в Польщі, з 10 січня 1940 року — 32-м, з 1 березня 1940 року — 37-м командуванням особливого призначення, одночасно в липні 1940 року командував німецькими військами і Нідерландах, з 25 травня 1942 року — 82-м армійським корпусом. 1 листопада 1942 року переданий в розпорядження ОКГ. 28 лютого 1943 року звільнений у відставку.

## Звання
- Фанен-юнкер (1 жовтня 1896)
- Фенріх (20 травня 1897)
- Другий лейтенант (27 січня 1898)
- Лейтенант (1 січня 1899)
- Оберлейтенант (21 липня 1908)
- Гауптман (1 жовтня 1913)
- Майор (22 березня 1918)
- Оберстлейтенант (1 грудня 1923)
- Оберст (1 квітня 1927)
- Генерал-майор (1 листопада 1930)
- Генерал-лейтенант (1 жовтня 1932)
- Генерал-лейтенант до розпорядження (1 листопада 1938)
- Генерал піхоти запасу до розпорядження (1 вересня 1940)
- Генерал піхоти до розпорядження (1 грудня 1940)

## Нагороди
- Столітня медаль
- Орден Корони (Пруссія) 4-го класу з мечами
- Медаль Червоного Хреста (Пруссія) 3-го класу
- Залізний хрест 2-го і 1-го класу
- Орден «За заслуги» (Баварія) 4-го класу з мечами
- Орден Альберта (Саксонія), лицарський хрест 2-го класу з мечами
- Орден Фрідріха (Вюртемберг), лицарський хрест 1-го класу з мечами
- Орден Церінгенського лева, лицарський хрест 2-го класу з мечами
- Хрест «За військові заслуги» (Мекленбург-Шверін) 2-го класу
- Орден Генріха Лева, лицарський хрест 2-го класу
- Хрест «За військові заслуги» (Брауншвейг) 2-го і 1-го класу
- Військовий Хрест Фрідріха-Августа (Ольденбург) 2-го і 1-го класу
- Орден Залізної Корони 3-го класу з військовою відзнакою
- Хрест «За військові заслуги» (Австро-Угорщина) 2-го класу з військовою відзнакою
- Відзнака «За заслуги перед Червоним Хрестом» 2-го класу
- Військова медаль (Османська імперія)
- Королівський орден дому Гогенцоллернів, лицарський хрест з мечами
- Хрест «За вислугу років» (Пруссія) (1921)
- Почесний хрест ветерана війни з мечами
- Медаль «За вислугу років у Вермахті» 4-го, 3-го, 2-го і 1-го класу (25 років)
- Хрест Воєнних заслуг 2-го і 1-го класу з мечами
- Німецький хрест в сріблі (15 січня 1943)